# Mexicorhinchus oaxacus
Mexicorhinchus oaxacus is een keversoort uit de familie Rhynchitidae. De wetenschappelijke naam van de soort is voor het eerst geldig gepubliceerd in 2003 door Legalov.